# Paolo Casoli
Paolo Casoli, född den 18 augusti 1965 i Castelnovo ne' Monti, Italien, är en italiensk roadracingförare.

## Roadracingkarriär
Casoli inledde sin internationella tävlingskarriär i 125GP, där han 1987 kom på tredje plats. Han körde sedan i 250GP utan större succé de kommande sex åren. Casoli sadlade sedan om till fyrtaktsracing, och Superbike-VM, där han körde tre säsonger och kom på 13:e, 16:e och 14:e plats. Under tiden blev han dock italiensk mästare i klassen 1994 och 1995, vilket han även blev 1999. När Supersport blev VM-klass bytte Casoli dit, och under klassens första säsong 1997 blev han dess förste mästare körandes en Ducati. Han tog även silver både 2000 och 2001, innan han avslutade karriären efter 2002 års säsong.

## Supersport

### Segrar
| Nr | Bana           | År   |
| -- | -------------- | ---- |
| 1  | Donington Park | 1997 |
| 2  | Oschersleben   | 1997 |
| 3  | Sugo           | 1997 |
| 4  | Donington Park | 1998 |
| 5  | Laguna Seca    | 1998 |
| 6  | Monza          | 2000 |
| 7  | Brands Hatch   | 2000 |
| 8  | Sugo           | 2001 |
| 9  | Donington Park | 2001 |
| 10 | Assen          | 2001 |
| 11 | Oschersleben   | 2002 |